# شهرستان ماراتون (ویسکانسین)
شهرستان ماراتون، ویسکانسین (به انگلیسی: Marathon County, Wisconsin) یک سکونتگاه مسکونی در ایالات متحده آمریکا است که در ویسکانسین واقع شده‌است.

## خصوصیات
شهرستان ماراتون ۴٬۰۸۱٫۸۴ کیلومترمربع مساحت دارد.